# Marco Ricci

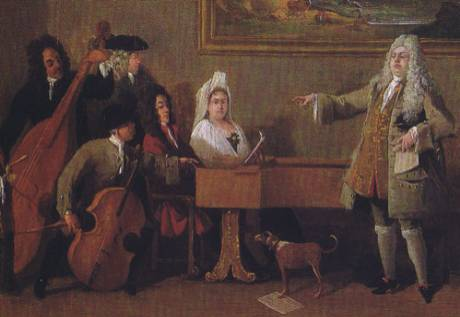
Nicola Francesco Haym przy klawesynie (ok. 1709)

Marco Ricci (ur. 5 czerwca 1676 w Belluno, zm. 21 stycznia 1730 w Wenecji – włoski pejzażysta, wedutysta, malarz teatralny i akwaforcista okresu rokoka.
Bratanek malarza Sebastiana Ricciego, u którego w Wenecji zapewne otrzymał pierwsze wykształcenie. W jego dziełach widać także wpływ działającego w Wenecji holenderskiego pejzażysty Cavaliera Tempesty (ok. 1637-1701). W 1708 przyjął zaproszenie do pracy w Anglii jako malarz teatralny. Również w Wenecji działał na tym polu. Malował pejzaże architektoniczne dla teatru oraz jako obrazy i krajobrazy nadrzeczne z daleką perspektywą. 
Wywarł wpływ na rozwój weneckiego malarstwa wedutowego w XVIII w., m.in. na twórczość Canaletta.
Dużą wystawę jego dzieł zorganizowano w Bassano w 1963.

## Wybrane dzieła
- Kraina sztormów – Budapeszt, Muzeum Sztuk Pięknych
- Młyn w dolinie – Drezno, Gemaeldegalerie
- Pejzaż południowy w wieczornym świetle – Berlin, Gemaeldegalerie
- Pejzaż z drogą – Warszawa, Muzeum Narodowe
- Pejzaż z okrągłą świątynią - Drezno, Gemaeldegalerie
- Pejzaż z praczkami (ok. 1720) – Wenecja, Accademia
- Pejzaż z wołami - Saratów, Muzeum Radiszczewa
- Pejzaż ze św. Hieronimem – Drezno, Gemaeldegalerie
- Pejzaż ze św. Magdaleną – Drezno, Gemaeldegalerie
- Pejzaż zimowy – Drezno, Gemaeldegalerie
- Pejzaż zimowy – Wenecja, Ca’ Rezzonico
- Praczki w dolinie – Drezno, Gemaeldegalerie
- Studnia przy drodze – Drezno, Gemaeldegalerie